# Madamba
Madamba is een gemeente in de Filipijnse provincie Lanao del Sur in het noorden van het eiland Mindanao. Bij de laatste census in 2007 had de gemeente bijna 20 duizend inwoners.

## Geografie

### Bestuurlijke indeling
Madamba is onderverdeeld in de volgende 24 barangays:
| - Balagunun - Balintad - Bawang - Biabe - Bubong Uyaan - Cabasaran - Dibarusan - Ilian - Lakitan - Liangan - Linuk - Lumbaca Ingud | - Madamba - Pagayonan - Palao - Pangadapan - Pantaon - Pantar - Punud - Tambo - Tubaran - Tuca - Tulay - Uyaan Proper |

## Demografie
Madamba had bij de census van 2007 een inwoneraantal van 19.587 mensen. Dit zijn 4.145 mensen (26,8%) meer dan bij de vorige census van 2000. De gemiddelde jaarlijkse groei komt daarmee uit op 3,33%, hetgeen hoger is dan het landelijk jaarlijks gemiddelde over deze periode (2,04%). Vergeleken met de census van 1995 is het aantal mensen met 7.673 (64,4%) toegenomen.

De bevolkingsdichtheid van Madamba was ten tijde van de laatste census, met 19.587 inwoners op 225 km², 87,1 mensen per km².